# Хак Джа Хан
Хак Джа Хан Мун (на корейски: 한학자, родена на 6 януари 1943 г. по лунния календар, 10 февруари 1943 г. по грегорианския) е корейски религиозен водач. Тя е съосновател на Вселенската Федерация за Мир. Тя и нейният съпруг, преподобния Сан Мьон Мун, са лидери на Обединителното движение, включващо десетки организации и проекти за мир, разпространени в 195 нации. Много от тези организации се ползват със специален статут в ООН. Световни лидери често се обръщат към тях, като „Истински родители“, поради приноса им за човечеството.

## Биография
През 1962 г. Мун и Хак Джа основават балетната група Малките Ангели, корейска група за традиционни фолклорни танци. През 1984 г., Хак Джа говори на академична конференция в столицата Вашингтон пред 240 професори от Харвард, Принстън, Станфорд, Мичиганския университет и Сорбоната.
През 1992 г. тя основава Женската федерация за световен мир и обединение и обикаля света с обръщения за мир. След смъртта на съпруга си тя продължава усилено да работи за постигането на световен мир, според неговото първоначално виждане – за разпространение на „Културата на сърцето“ и обединението на света, като „Едно глобално семейство.“ Основният им идеал се обобщава в лозунга „Световен мир чрез идеални семейства“, „Семейството е крайъгълния камък на здравото общество“ и „Семейството е основното училище на любовта“.
През 1993 г. Сенатът на САЩ подкрепя законопроекта за „Ден на Истинските родители“ в САЩ. Президентът Бил Клинтън подписва законопроекта през 1995 г. децата да честват „Деня на родителите“. През 1993 г., Сенатор Орин Хач представя г-жа Хак Джа Хан в Капитол Хил, където тя заявява, че заедно със съпруга си, са първите Истински Родители. На събитието присъстват членовете на Сената на САЩ и Камарата на представителите на САЩ, което показва степента на влияние на д-р Мун в Американската политика.
Председателят на върховния съвет на Република Беларус (1991 – 94 г.), Станислав Шушкевич, описва Сан Мьон Мун, като борец срещу Комунизма, който „малко се различава от чудовищния фашизъм.“ Поради ролята си в падането на комунистическите режими, уточнява Шушкевич, „Д-р Мун бе преследван, хвърлян в затвора и ограничен в свободата си да пътува“.
Вестник Уошингтън Таймс публикува статия за започнатата от Д-р Хак Джа Хан Мун коалиция, включваща многообразие от религиозни лидери (от всички религии), призоваващи за обединяване на Северна и Южна Корея. „Г-жа Мун ръководи движението за обединение от 2012 г.“, заявява статията, „Движението се разраства от малка църква в родната ѝ Южна Корея до глобално духовно движение и глобална мрежа от дейност; търговска империя, производствени и селскостопански операции и множество медии, включително The Washington Times.“
През януари 2018 г. д-р Хак Джа Хан е приета на национално равнище от президента на Сенегал. В срещата на Световния Съвет за Мир в Сенегал вземат участие общо 1200 представители: министри, парламентаристи и други делегации. Президентът на Република Сенегал, Маки Сал, председателства церемонията по откриването заедно с председателят на Народното събрание Мустафа Ниас. Участници от 60 региона на Африка и света, включително 15 държавни глави (настоящи или бивши), 12 заместник-председатели, 6 председатели на Народно събрание, 35 министри и ръководители на правителството, 150 духовни лидери, се събират в Дакар за тази Африканската среща за мир.
Преподобният Сан Мьон Мун и Хак Джа Хан сключат брак през 1960 г. и имат 12 деца и около 50 внуци. Д-р Хак Джа Хан е често наричана "Истинска Майка' или „Еднородната дъщеря на Бог“, поради майчинската и грижа за бъдещето на човечеството.

### Международни брачни церемонии
Стотици хиляди булки и младоженци взимат участие в Международните и Междурелигиозни масови сватби организирани от Хак Джа Хан и съпругът ѝ. В церемониите участват двойки от различни градове от целия свят. Организаторите призовават към нова култура на истински семейства и истинска любов, надхвърлящи предразсъдъците и омразата от миналото. Международните бракове, според тях са пътя за изкореняването на враждебността от миналото. От друга страна, здравите и любящи семейства са единственото разрешение на социалните проблеми, морала, корупцията и престъпността.
Основателите на Обединителното движение за мир благославят 30 000 двойки през 1992 г.; 360 000 двойки през 1995 г.; 3,5 милиона двойки през 1997 г. През годините до 2000 г., цифрата нараства, включвайки представители на всички религии, раси, култури и националности. До днес, над 400 милиона двойки са взели участие в тези сватбени благословии.

### Вселенската Федерация за мир
През 2006, д-р Хак Джа Хан оповестява пред видна конференция на Вселенската Федерация за Мир в Нова Зеландия проекта за създаване на „световна магистрала за мир“ и „тунел на мира“ в Беринговия проток, свързващ Русия и САЩ.